# Мостепаненко, Александр Михайлович
Мостепаненко Александр Михайлович (4 сентября 1938, Ленинград — 4 марта 1987, Ленинград) — советский философ, специалист в области методологии науки, философских проблем физики. Доктор философских наук, профессор.

## Биография
В 1960 году окончил философский факультет ЛГУ. В 1965 году получил ученую степень кандидата, а в 1971 доктора философских наук. C 1962 года и до конца своей жизни работал в ЛГУ сначала в должности доцента, а c 1975 года в должности профессора.

## Научная деятельность
Исследовал с философских позиций гносеологические и онтологические проблемы размерности пространства и времени. Выдвинул новую философскую онтологическую модель пространства-времени на основе предположений о возможности многообразных пространственно-временных моделей, влияния пространства-времени на материю, определяющим влиянием материальных явлений микромира на метрические и топологические свойства пространства-времени.
Критически исследовал вопросы конечности и бесконечности Вселенной, противоречия, присущие понятиям «виртуальных частиц» и «духов» в квантовой теории поля.
Внес существенный вклад в изучение гносеологических вопросов отношения пространственно-временного описания и реальности, систематизацию гносеологических критериев реальности, исследование «дополнительности» физики и геометрии. эквивалентности физических теорий, выбора адекватной хроногеометрической модели.

## Основные труды
- Мостепаненко А. М. К проблеме размерности времени // Вопросы философии. — 1965. — № 6.
- Мостепаненко А. М., Мостепаненко М. В. Четырёхмерность пространства и времени. — М., 1966.
- Мостепаненко А. М. Хроногеометрия и причинная теория времени // Вопросы философии. — 1969. — № 9.
- Мостепаненко А. М. Проблема многообразия пространственно-временных отношений // Вопросы философии. — 1969. — № 11.
- Мостепаненко А. М. Проблема универсальности основных свойств пространства и времени. — Л., 1969.
- Мостепаненко А. М. Пространство и время в макро-, мега- и микромире. — М., 1974.
- Мостепаненко А. М. Пространство-время и физическое познание. — М., 1975.
- Мостепаненко А. М., Мостепаненко В. М. Концепция вакуума в физике и философии. // Природа. — 1985. — № 3.
- Мостепаненко А. М. Методологические и философские проблемы современной физики. — Л., 1977.
- Мостепаненко А. М. Проблема существования в физике и космологии. — Л., 1987.